# NLE Choppa
Bryson Lashun Potts (2002. november 1. –), közismerten NLE Choppa (korábban YNR Choppa), amerikai rapper, énekes, dalszerző. 2019 januárjában nagy hírnévre tett szert a Shotta Flow című szólójával, amit platinaként igazolt a RIAA, valamint a Billboard Hot 100-on a 36. helyen végzett. Ez a szóló a debütáló albumában, a Cottonwoodban szerepelt.
Potts, a Top Shotta című debütáló stúdióalbumát 2020-ban adta ki, ami a US Billboard 200-on a 10. helyen végzett és többek között olyan szólókat tartalmazott, mint a „Camelot”, valamint a Walk Em Down (Roddy Ricch közreműködésével), ami pedig a 36. helyen végzett a Billboard Hot 100-on. A 18. születésnapján, 2020. november 1-én, a második mixtape-ét (más előadók instrumentáljaira előadott saját szövegek, zenék) is publikálta, az úgynevezett From Dark To Lightot.

## Gyermekkora
Jamaicai édesanya és egy nigériai édesapa gyermekeként született. Tennessee államban, Memphis-ben nőtt fel a Parkway Village körzetében. A Cordova középiskolába vették fel, a korábbi Shelby County Schools diákjaként, ahol kosárlabdázott. 14 évesen a barátaival elkezdett freestyle-ozni, majd 15 évesként kezdte el komolyan venni a zenét.